# Cầu diệp lá mập
Cầu diệp lá mập (danh pháp hai phần: Bulbophyllum crassiusculifolium) là một loài phong lan thuộc chi Bulbophyllum. Đây là loài đặc hữu của Việt Nam.